# Guldbagge 1992
La 27ª edizione del Premio Guldbagge si è svolta a Stoccolma il 16 marzo 1992.

## Vincitori
Vengono di seguito indicati in grassetto i vincitori. Ove ricorrente e disponibile, viene indicato il titolo in lingua italiana e quello in lingua originale tra parentesi.
Miglior film
- Il capitano, regia di Jan Troell
  - Underjordens hemlighet, regia di Clas Lindberg
  - Agnes Cecilia – En sällsam historia, regia di Anders Grönros

Miglior regista
- Anders Grönros - Agnes Cecilia – En sällsam historia
  - Susanne Bier - Freud flyttar hemifrån...
  - Clas Lindberg - Underjordens hemlighet

Miglior attrice
- Gunilla Röör - Freud flyttar hemifrån...
  - Ghita Nørby - Freud flyttar hemifrån...
  - Gloria Tapia - Agnes Cecilia – En sällsam historia

Miglior attore
- Lasse Åberg - Den ofrivillige golfaren
  - Rolf Lassgård - Önskas
  - Antti Reini Il capitano

Migliore sceneggiatura
- Clas Lindberg - Underjordens hemlighet
  - Marianne Goldman - Freud flyttar hemifrån...
  - Per Olov Enquist - Il capitano

Migliore fotografia
- Per Källberg - Agnes Cecilia – En sällsam historia
  - Sven Nykvist - Il bue (Oxen)
  - Jan Troell - Il capitano

Miglior film straniero
- L'insolito caso di Mr. Hire (Monsieur Hire), regia di Patrice Leconte
  - La doppia vita di Veronica (La Double Vie de Véronique), regia di Krzysztof Kieślowski
  - La leggenda del re pescatore (The Fisher King), regia di Terry Gilliam

Premio per il contributo creativo
- Jan Gissberg e Leif Furhammar